# Grace Darmond
Grace Darmond (20 novembre 1898 - 8 octobre 1963) est une actrice américaine du cinéma muet.

## Biographie
Grace Darmond, de son vrai nom Grace Glionna, est née le 20 novembre 1893 à Toronto d'un père musicien, James B. Glionna, originaire des États-Unis et d'une mère canadienne, Alice. À la mort de son père, elle et sa mère s'installent à Chicago.
Elle débute au cinéma en 1914 à la Selig Polyscope Company. Elle obtient rapidement ses premiers rôles mais la plupart du temps dans des productions mineures.
En 1916, elle est cependant en tête d'affiche dans une série, The Shielding Shadow, de 15 épisodes de deux bobines réalisés par Louis J. Gasnier et Donald MacKenzie.
En 1917, elle tourne aux côtés de Niles Welch dans le premier film en Technicolor, The Gulf Between. Il s'agit du procédé Technicolor bichrome à synthèse additive, système peu convaincant qui est un échec et le seul film tourné avec ce procédé.
En 1918, elle rencontre Jean Acker avec qui elle noue une relation et est mêlée au scandale entourant le mariage éclair de cette dernière avec Rudolph Valentino. Elle fait partie du cercle d'amies entourant la sulfureuse actrice Alla Nazimova et à ce titre son comportement choque l'Amérique puritaine.
Sa prestation en 1920 dans Below the Surface aux côtés de Hobart Bosworth et Lloyd Hughes lui vaut de donner la réplique en 1921 à Boris Karloff dans The Hope Diamond Mystery et d'entrer à la Warner Bros. naissante en 1922 avec la vedette dans A Dangerous Adventure de Jack L. Warner une autre série de films en 15 épisodes.

## Filmographie

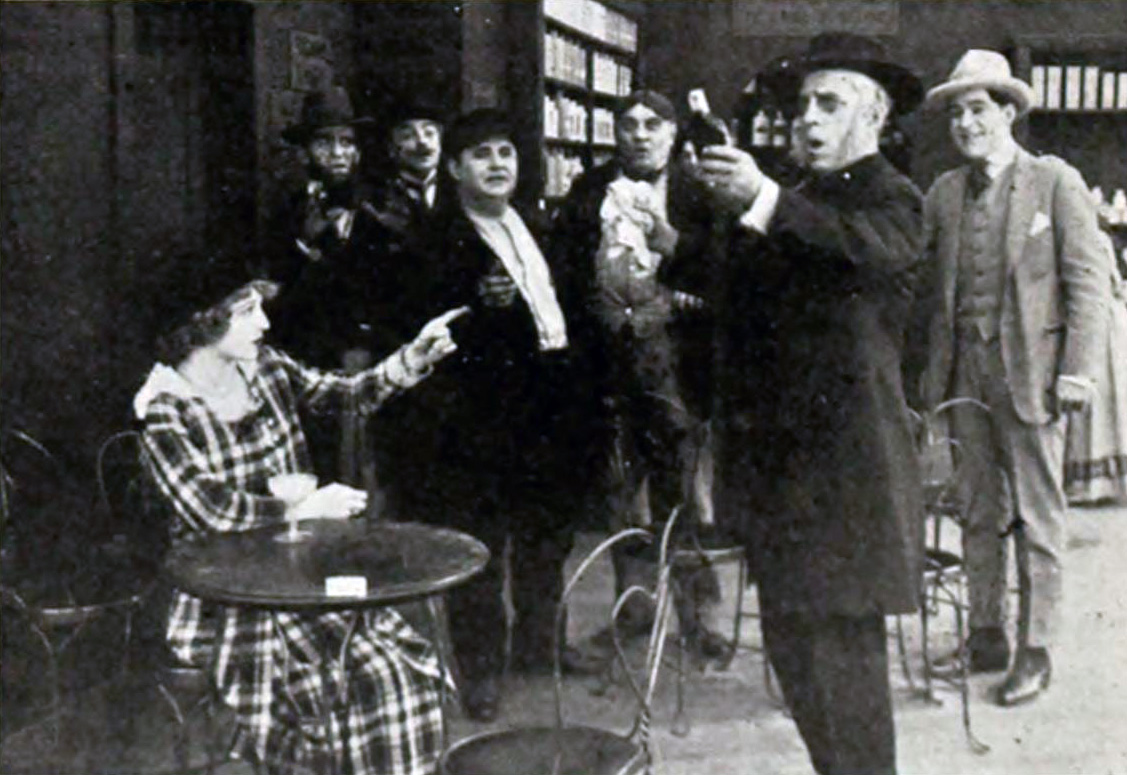
A Temperance Town (1916)

- 1914 The Estrangement (Court-métrage) de Oscar Eagle
- 1914 When the Clock Went Wrong (Court-métrage)
- 1914 An Egyptian Princess (Court-métrage)
- 1914 Your Girl and Mine: A Woman Suffrage Play de Giles Warren : apparition
- 1915 The Millionaire Baby de Lawrence Marston : Valerie Carew
- 1915 A Texas Steer de Giles Warren : Bossy Brander
- 1915 The House of a Thousand Candles de Thomas N. Heffron : Marian Evans
- 1915 A Black Sheep de Thomas N. Heffron : Ada Steele
- 1916 The Black Orchid (Court-métrage) de Thomas N. Heffron
- 1916 Her Dream of Life (Court-métrage) de Frank Beal
- 1916 A Social Deception (Court-métrage) de Thomas N. Heffron
- 1916 Wives of the Rich (Court-métrage) de Thomas N. Heffron
- 1916 Badgered (Court-métrage) de Thomas N. Heffron
- 1916 A Stranger in New York (Court-métrage) de Thomas N. Heffron
- 1916 Temperance Town (Court-métrage) de Thomas N. Heffron
- 1916 The Shielding Shadow Série de 15 films de deux bobines de Louis J. Gasnier et Donald MacKenzie : Léontine
- 1917 The Gulf Between de Wray Bartlett Physioc : Marie
- 1917 In the Balance de Paul Scardon : Louise Maurel
- 1918 The Other Man de Paul Scardon : Dorothy Harmon
- 1918 The Crucible of Life de Harry Lambart : Gladys Dale
- 1918 An American Live Wire de Thomas R. Mills : Ida Payne
- 1918 The Seal of Silence de Thomas R. Mills : Ruth Garden
- 1918 The Girl in His House de Thomas R. Mills : Doris Athelstone
- 1918 A Diplomatic Mission de Jack Conway : Lady DIana Loring
- 1918 The Man Who Wouldn't Tell de James Young : Elinor Warden
- 1919 The Highest Trump de James Young : Lois Graham
- 1919 What Every Woman Wants de Jesse D. Hampton : Gloria Graham
- 1919 La Vallée des géants (The Valley of the Giants) de James Cruze : Shirley Sumner
- 1919 The Hawk's Trail de W.S. Van Dyke : Claire Drake
- 1919 : Le Roman de Daisy (Carolyn of the Corners) de Robert Thornby
- 1920 Below the Surface de Irvin Willat : Edna Gordon
- 1920 The Invisible Divorce de Nat G. Deverich et Thomas R. Mills : Claire Kane Barry
- 1920 So Long Letty d'Al Christie : Letty Robbins
- 1921 The Hope Diamond Mystery de Stuart Paton : Bibi/Mary Hilton
- 1921 See My Lawyer d'Al Christie : Norma Joyce
- 1921 White and Unmarried (en) de Tom Forman : Dorothea Welter
- 1921 The Beautiful Gambler de William Worthington : Molly Hanlon
- 1922 The Song of Life de John M. Stahl : Aline Tilden
- 1922 Handle with Care de Phil Rosen : Jeanne Lee
- 1922 I Can Explain de George D. Baker : Dorothy Dawson
- 1922 A Dangerous Adventure Série de 15 films de deux bobines de Jack L. Warner et Sam Warner : Marjorie Stanton
- 1923 The Wheel of Fortune de Leslie T. Peacocke
- 1923 L'Amour commande (The Hero) de Louis J. Gasnier
- 1923 The Midnight Guest de George Archainbaud : Gabrielle
- 1923 Daytime Wives d'Émile Chautard : Francine Adams
- 1923 La Folie de l'or (Gold Madness) de Robert Thornby : Hester Stanton
- 1924 Discontented Husbands d'Edward LeSaint : Emily Ballard
- 1924 Alimony de James W. Horne : Marion Mason
- 1924 : Les Parvenus (The Gaiety Girl) de King Baggot : Pansy Gale
- 1924 The Painted Flapper de John Gorman
- 1925 Flattery (en) de Tom Forman : Allene King
- 1925 Where the Worst Begins de John McDermott : Annice Van Dornn
- 1925 The Great Jewel Robbery (en) de John Ince : Doris Dunbar
- 1926 Her Big Adventure de John Ince : Betty Burton
- 1926 Midnight Thieves de John Ince
- 1926 The Night Patrol de Noel M. Smith : Goldie Ferguson
- 1926 Honesty - The Best Policy de Chester Bennett et Albert Ray : Lily
- 1926 Her Man o' War de Frank Urson : Countess of Lederbon
- 1926 The Marriage Clause de Lois Weber : Mildred Le Blanc
- 1927 Wide Open de John Grey
- 1927 Hour of Reckoning de John Ince
- 1927 Wages of Conscience de John Ince : Lillian Bradley/Mary Knowles
- 1941 Une femme de trop (Our Wife) de John M. Stahl : Dress Woman (non créditée)